# Cerithiopsis petanii
Cerithiopsis petanii là một loài ốc biển, động vật chân bụng trong họ Cerithiopsidae.
Nó được mô tả bởi J. Prkic and P. Mariottini năm 2010, và được tìm thấy ở Croatia.